# Saint-Martin-sur-Ocre, Yonne
Saint-Martin-sur-Ocre este o comună în departamentul Yonne, Franța. În 2009 avea o populație de 54 de locuitori.

## Evoluția populației
| An        | 1975 | 1982 | 1990 | 1999 | 2006 | 2009 |
| --------- | ---- | ---- | ---- | ---- | ---- | ---- |
| Populație | 35   | 33   | 34   | 44   | 49   | 54   |